# 北京大学国际关系学院
北京大学国际关系学院，简称北大国关，是中华人民共和国综合性大学中建立最早的国际关系学院。拥有众多研究中美关系、中日关系等国际政治方面的知名教授，是中华人民共和国培养国际问题和外交人才的重要基地。

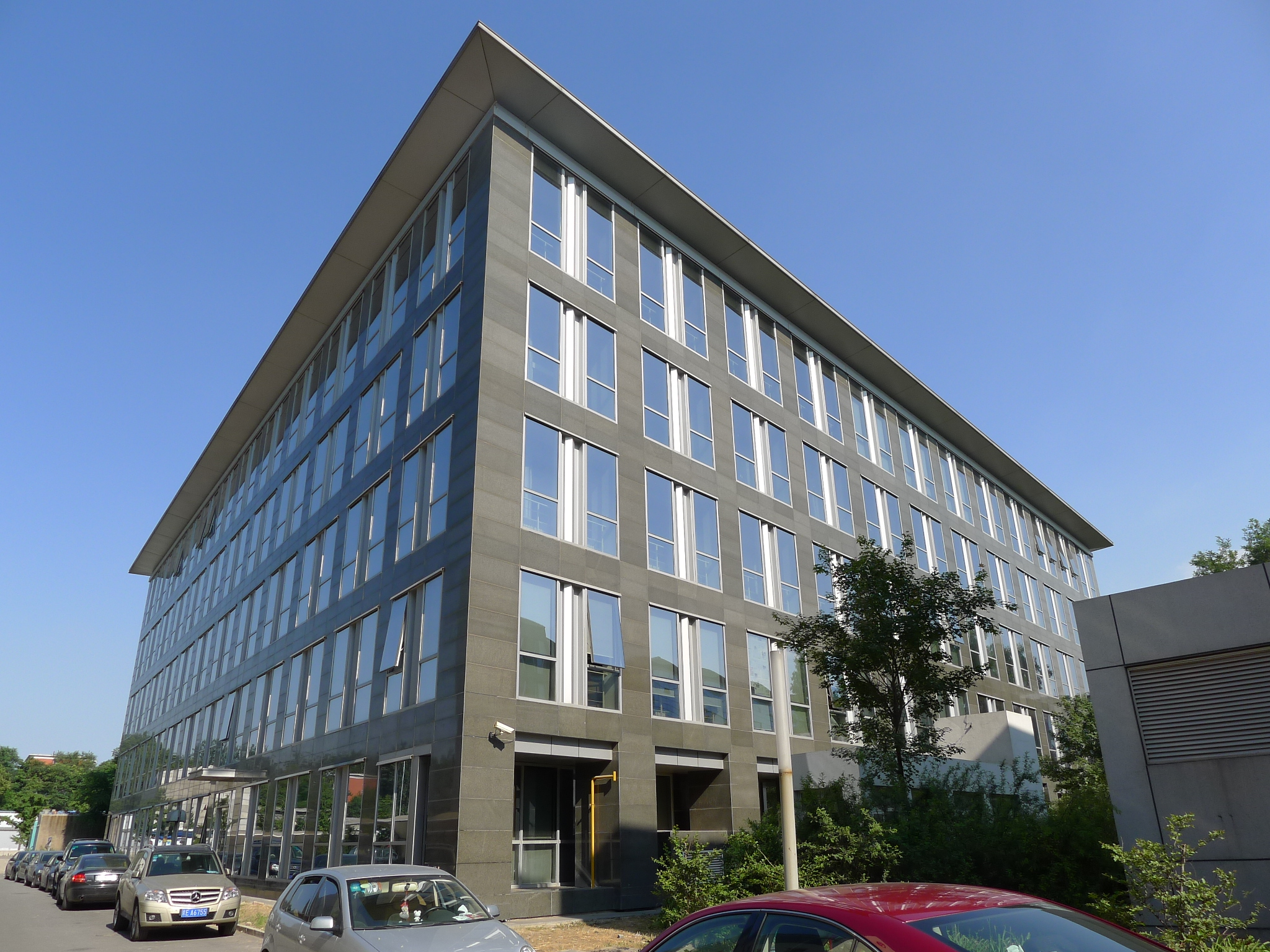
国际关系学院

## 位置
北京大学国际关系学院位于北京大学校内西南角，勺园（留学生楼）对面，六院身后。勺园是英国使臣马葛尔尼第一次访中国时的下榻之处。这也是中国第一次接待來自歐洲的特使，后来被部分中华人民共和国的国际关系学者认为是清国对外关系的开始。

### 國關新樓
北京大學國際關係學院新樓是由香港的新鸿基地产、陈瑞球和意大利的知名社會活動家瓦洛里先生捐助，分A.B.C三幢呈U字形，是北京大學目前最現代化的大樓。C樓的秋林報告廳是邀請知名國際關係人物及學者演講的場所。

## 历史沿革
前身是1960年成立的北京大学政治学系（1963年改名为国际政治学系）。1996年原国际政治系扩大为三系一所：国际政治学系，外交与外事管理系，国际传播学与文化交流系（北京大学新闻与传播学院前身）和世界社会主义研究所。建立起初主要研究方向是亚洲，非洲，拉丁美洲，后来逐步转向了中日关系和中美关系。

## 国关概况
现有六系（国际政治系，外交学与外事管理系，国际政治经济学系，国际组织与公共政策系、比較政治學系、國家安全學系），三所（亚非研究所，国际关系研究所，世界社会主义研究所），以及美国研究中心，俄罗斯研究中心，日本研究中心等近20个研究机构。学院的目标就是建设世界一流的国际关系学院，因此培养出的学生，大多具有扎实的专业基础，较高的外语水平和广泛的知识面。学院的老师经常自己或邀请来的外国驻中华人民共和国外交官以及外国学者，为学生们举办国际政治方面的讲座。经常性的讲座，同时也是北京大学的特色之一。现已开设本科和研究生课程100多门，涉及国际政治，地区政治，国别政治等不同层次，以及政治、经济、军事、环境、文化、宗教等领域。

## 专业设置
拥有中华人民共和国高校中，国际政治学科最齐全的专业结构。本科专业有国际政治、外交学、国际政治经济学三个专业；硕士专业有国际政治、国际关系、外交学、国际政治经济学、科社与国际共运、中外政治制度、中共党史；博士点包括国际政治、国际关系、外交学、科社与国际共运、中外政治制度，其中国际政治是中华人民共和国唯一的国际政治类重点学科。

### 本科专业
- 国际政治专业：理论与应用相结合的涉外性专业，培养具有扎实的国际政治理论基础，宽广的专业知识和分析解决实际问题能力的国际问题研究，讲学和涉外工作的专门人才。要求学生至少掌握一门外语。主要课程：国际政治概论、中华人民共和国对外关系、国际格局与国际组织、国际关系与国际法、国际关系史、国际政治经济学、国际战略学、各國政治與外交。

- 外交学与外事管理专业：培养具有综合外交学与外事理论、涉外政治、经济、法律知识，具有外交与外事人员所具备的业务知识和技能，能适应各种涉外工作环境的专门人才。主要课程：外交学、中華人民共和國外交史、外事管理概论、外事礼仪、涉外法律概论等。

- 国际政治经济学专业(IPE)：是2003年开始招生的国内首创专业、是国际关系领域的新兴专业、培养具有从经济层面把握国际问题能力的，既能够从事教学或科研工作又能够在跨国机构，国际组织以及对外关系部门工作的应用型人才。主要课程：国际政治经济学等。

- 国际政治专业和外交学专业课程设置很相近，因为很多课程是两门专业都拥有的。本科生面向全国大部分省份招收，来自五湖四海，录取分数居北大文科各系前列，每年都有若干文科状元入读，读死书者却不多，可说是群英荟萃。学院自觉学习空气浓厚，许多本科生修读经济学和艺术学双学位，以提高日后竞争力。

## 毕业去向
新聞媒体、跨国公司、联合国系统、中華人民共和國政府所有企業、中華人民共和國各部委、中華人民共和國各省市外事办、国际问题研究机构、中国共产党中央外事联络部、中华人民共和国外交部等。
由於全球化的影響，許多國際關係專業的畢業生並不是去與本專業相關的機構，而是跨國公司、財團、大型金融公司，國外銀行、會計事務所等與經濟，金融相關的公司。亦有不少学生继续就读研究生院。

## 国关学者
- 赵宝煦，中華人民共和國政治學的奠基人之一，他主编的《政治学概论》是中華人民共和國成立后，第一本以马克思主义为指导的政治学教材。赵宝煦也是在外国大学教室里，系统讲授当代中華人民共和國政治问题课程的第一人。
- 钱其琛。前中华人民共和国副总理，前外交部长。现任北京大学国际关系学院名誉院长，2005年，不再担任北京大学国际关系学院院长一职。
- 王缉思。原是中华人民共和国社会科学院，美国研究所所长，中共中央党校国际战略研究所所长，曾在英国牛津大学、美国加州大学伯克利分校、美国密歇根大学任访问学者、副教授。美国加州大学克莱蒙·麦金纳学院亚洲事务访问教授。2005年接替钱其琛，任北京大学国际关系学院院长。北京大学国际政治学系本科毕业。主要研究领域：美国外交、中美关系、国际政治理论。
- 袁明，女，北京大學法學碩士學位，美國加州大學伯克利分校訪問學者，英國牛津大學作高級訪問學者。美国對外关系委员会的中華人民共和國籍顧問，美國紐約“亞洲協會”董事會董事，美國華盛頓布魯金斯學會東北亞研究中心顧問，英國牛津大學國際問題研究會顧問。发表过《冷战后美国对华政策探源》、《China Intellectuals and The United States》等数十篇文章。
- 许振洲，法国波尔多第一大學政治學博士，主要研究領域法国政治和政治學思想史。主要讲授课程有：政治学原理、西方政治思想史等。
- 牛军，法學博士，英国剑桥Cold War History杂志编委。原中華人民共和國社会科学院美国研究所研究员，美国外交研究室主任。主要研究中华人民共和国对外关系，中美關係。主要讲授课程有：中国当代外交等
- 潘维，美国加州伯克利大学政治学博士，主要研究：比较政治，世界政治理论。
- 尚会鹏，北京大学历史学硕士，南亚问题专家，主要研究：文化与国际关系，中、日、印社会文化比较。其致力于将心理文化学与国际关系结合，建立国际关系理论的中国学派。
- 李安山，多伦多大学哲学博士，非洲问题专家，主要研究：非洲与民族主义、华人华侨问题等。
- 杨朝晖，主要研究中共党史。由他讲授的中国政治概论，是每级国关新生认识国际关系的第一课。

### 青年教师
- 王聯，北京大學國際關係學院教授、博士生導師，法學博士，主要研究世界民族和民族主義。 講授專業課有《國際政治概論》、《世界民族中的民族問題》等。
- 李扬帆，北京大学国际关系学院博士，主要研究晚清时期对外关系史。讲授课程有中国近代外交史等。
- 梅然，法学博士，英国牛津大学访问学者。主要研究国际战略学，國際關係理論。
- 归泳涛，日本早稻田大学博士，主要研究方向是中日关系。讲授课程有民族国家概论等。
- 朱文莉，北京大学法学博士，曾任美国哈佛大学费正清中心，美国凯特琳基金会访问学者，主要研究方向为国际政治经济学，美国政治与外交，比较政治经济制度。

## 与国外大学的合作
- 早稻田项目：学院每年选拨15名的本科生，在大三时，赴日本早稻田大学国际教养院学习一年，第四年返回北大。同时早稻田大学也有很多的本科生，在国际关系学院做交流生。毕业时颁发北京大学和早稻田大学两个学士学位。同时也有：中日合作培养硕士生计划，与早稻田大学的双博士学位计划。

- 北京大学和伦敦政治经济学院联合培养国际事务硕士项目：预计每年录取人数将不超过15人。学习年限为两年，其中第一学年在北大进行，第二学年在伦敦经济政治学院进行，毕业时可获得两个学校的硕士研究生学位。

- 北京大学－加州大学国际教学项目：由美国加州大学和北京大学国际关系学院老师合开的课程。加州大学的交流生同北京大学学生共同上课。

- 哥本哈根大学交流项目

- 友好院校：东京大学、日本大学、成蹊大学、信州大学、新潟大学、名古屋大学、法国波尔多第四大学、香港大学等。

## 友好人士
瓦洛里，意大利著名的社会活动家。北京大学国际关系新楼，C樓（教室）是由瓦洛里教授捐赠，2005年还设立瓦洛里奖学金。

## 国关社团
- 北京大学青年外交学会(Peking Universtity Youth Association of Foreign Affairs,简称PKUYAFA)，主要會员大多是北京大学国际关系学院的学生。协会经常邀请学者和外交官举办讲座，并且經常组织會員，参观中华人民共和国外交部和驻华使馆。
- 北京大学模拟联合国协会（简称PKUNMUN），2000年，在北京大学国际关系学院副教授梅然的倡仪下成立，并且现任会长是北京大学国际关系学院本科生。多次派出代表团，代表中華人民共和國参与哈佛大学模拟联合国大会，哈佛世界模拟联合国大会及欧洲模拟联合国大会。
- 北京大学中国-东盟关系学会(Association of China-ASEAN Relations,简称ACAR)，于2006年中国东盟建立对话关系十五周年之际成立，是中国大陆第一个以介绍东盟和促进中国东盟关系发展为主要宗旨的学生社团。主要活动包括：组织会员参加校内外有关中国-东盟关系的学术及文化交流；推动北京大学学生对于东盟事务以及中国与东盟关系等相关问题的研究；积极促进北京大学学生与东盟国家大学生之间的友好交流，加深彼此之间的相互了解与合作，增强互信。